# Madalena (pel·lícula de 1960)
Madalena (grec: Μανταλένα) ) és una pel·lícula de comèdia grega de 1960 dirigida per Dinos Dimópulos. Va ser inscrit al 14è Festival Internacional de Cinema de Canes. La pel·lícula va guanyar tres premis al 1r Festival de Cinema de Tessalònica.

## Argument
Una nena viu en una petita illa grega al mar Egeu. Ella i la seva família viuen de la feina del seu pare, que té un petit vaixell que transporta els passatgers a una illa veïna. Quan el seu pare mor, ella ha de convertir-se en cap de família i tenir cura dels seus germans i germanes. Com a dona treballadora, s'enfronta a la discriminació de la comunitat de l'illa. Malgrat moltes dificultats, no es rendeix. Frustrada, decideix casar-se amb un ric pagès de l'illa. Però l'amor del seu principal competidor capgira la situació.

## Repartiment
- Aliki Vougiouklaki com a Madalena Charidimou
- Dimitris Papamichael com a Labis Yokaris
- Pantelis Zervos com al sacerdot
- Thodoros Moridis com a Giorgaras Yokaris
- Yorgos Damasiotis com a capità de policia
- Despo Diamantidou com a Mrs. Yoraki
- Smaro Stefanidou com a Pipitsa
- Keti Lampropoulou com a Rozina Yoraki
- Lavrentis Dianellos com a Kapetan Kosmas Charidimos
- Thanasis Vengos com a policia
- Spyros Kalogyrou com a Giakoumis
- Periklis Christoforidis com a Charisis
- Maria Giannakopoulou
- Thanasis Tzeneralis com a Baroutis
- Mary Metaxa
- Panos Karavousanos com a llenc
- Nikos Flokas
- Elena Apergi
- Vasilis Kailas com a Pantelakis Charidimos

## Premis
| Premi                                | Categoria                  | Receptors i nominats | Resultat  |
| ------------------------------------ | -------------------------- | -------------------- | --------- |
| 1r Festival de Cinema de Tessalònica | Millor guió                | Giorgos Roussos      | Guanyador |
| 1r Festival de Cinema de Tessalònica | Millor actriu protagonista | Aliki Vougiouklaki   | Guanyador |
| 1r Festival de Cinema de Tessalònica | Millor actor secundari     | Pantelis Zervos      | Guanyador |